# Пітер Вайтгед
Пітер Нейлд Вайтгед (англ. Peter Neild Whitehead, Peter N. Whitehead), більше відомий як Пітер Вайтгед; 12 листопада 1914 — 21 вересня 1958) — британський автогонщик ХХ століття, переможець довоєнного Гран-прі Австралії 1938 року та 24 годин Ле-Мана 1951 року (разом з Пітером Волкером), учасник чемпіонату Формула-1 у 1950—1954 роках та гонки на витривалість 1000 км Нюрнбургрингу у 1957. Загинув під час заїздів спортпрототипів Тур де Франс у 1958 році.

## Життєпис
Достеменних відомостей про життя Пітера Вайтгеда досить мало. Він народився 12 листопада 1914 року у Менстоні в Західному Йоркширі, в заможній родині, що мала вовняний бізнес у Бредфорді. Після смерті батька Пітера, матір вийшла заміж вдруге за старшого брата чоловіка. У 1922 в родині народився син Ґрем.
Ще у підлітковому віці Пітер Вайтгед брав участь у змаганнях, що влаштовував «Клуб власників Бугатті» на чілтернських пагорбах біля селища Чалфонт Ст Петер на північному сході Бакінгемширу.  А 1935-го під час заїздів Формули Libre на  Alta з двигуном 1074 куб.см він став третім на гран-прі Лімерика.
Починаючи з 1936 року, Вайтгед пілотував полуторалітрову ERA R10B чорного кольору. З нею він взяв участь у перегонах IX Junior Car Club 200 Mile + Andre Gold Cup у класі «вуатюретт» з об'ємом двигунів до 1.5 л, зійшовши на десятому колі через зламаний поршень. На ній же вони з Пітером Волкером стали третіми на II ГП Донінгтона 3 жовтня 1936, стартувавши з четвертого ряду та відставши від переможців на шість хвилин.
У квітні 1937-го він став п'ятим на Coronation Trophy у Лондоні. 3 червня знову з Волкером вони стали також п'ятими під час V RAC International Light Car Race на острові Мен, пройшовши 50 кіл дистанції за 2 години 50 хвилин, а вже за десять днів Пітер брав участь у II гран-прі Флоренції, де на фініші був восьмим.
У жовтні він збирався змагатися за Tourist Trophy у Донінгтон Парку, але його виступ не відбувся.